# Shunfeng’er
 (signalé en mai 2025).
Si vous disposez d'ouvrages ou d'articles de référence ou si vous connaissez des sites web de qualité traitant du thème abordé ici, merci de compléter l'article en donnant les références utiles à sa vérifiabilité et en les liant à la section « Notes et références ».
- Archive Wikiwix
- Bing
- Cairn
- DuckDuckGo
- E. Universalis
- Gallica
- Google
- G. Books
- G. News
- G. Scholar
- Persée
- Qwant
- (zh) Baidu
- (ru) Yandex
- (wd) trouver des œuvres sur Wikidata

Shunfeng’er est un dieu chinois des mers et des portes. Il est habituellement représenté avec Qianliyan comme le gardien des temples de la déesse marine Mazu.

## Nom
Le nom « Shunfeng’er » se traduit littéralement par « Vent accompagnant les oreilles », en référence à sa capacité à entendre tout son porté par le vent. On traduit souvent son nom par « Oreilles écoutant avec le vent », « Oreilles écoutant ce qui vient avec le vent », ou encore « Celui qui entend tout ». Il est parfois appelé Shunfeng Er ou Shen Feng Er. Le nom de son partenaire Qianliyan signifie « Celui qui voit tout ».
Sous la dynastie Ming, Shunfeng’er était connu sous les noms de Shi Kuang et de Wanli’er.   

## Histoire
Les premières traces de Shunfeng’er se trouvent dans un livre du 16e siècle, La pérégrination vers l’Ouest, où il apparait comme la personnification des oreilles de l’Empereur de Jade et comme un de ses lieutenants. On trouve une représentation plus ancienne de Shunfeng’er dans les grottes de Shimen dans le Sichuan, datant de la période des Song du Sud.
Shunfeng’er apparaît ensuite comme un lieutenant de l’empereur Huaguang (t 華光大帝, s 华光大帝, Huáguāng Dàdì) dans l’œuvre de Yu Xiangdou, Le voyage vers le Sud, et comme un personnage dans L’Investiture des dieux de Xu Zhonglin. Il peut être confondu avec le dieu des portes Yulü (t 鬱壘, s 郁垒, Yùlǜ).

## Religion
L’ouïe fine de Shunfeng’er est utilisée pour aider les marins à distinguer les vents favorables des tempêtes en approche. Dans certains contes, il peut entendre partout dans le monde, même des chuchotements, ce qui fait qu’il est parfois vénéré comme le garant des serments et des contrats.
Shunfeng’er est souvent représenté comme un démon défait et apprivoisé ou devenu ami avec la déesse de la mer Mazu. Dans une histoire, lui et Qianliyan apparaissent au large de l’île Meizhou pendant un orage et sont vaincus par l’écharpe en soie magique de Mazu, qui souffle des nuages de sable dans leurs yeux et leurs oreilles. Après leur soumission, ils lui jurent loyauté quand la déesse les soigne des blessures qu’elle leur a infligées. Dans une autre, les deux sont des généraux des Song en compétition pour la main de Mazu à la montagne Taoshua (桃花山, Táohuā Shān) mais qui ne peuvent rivaliser avec ses talents martiaux. Dans encore une autre, ce sont deux frères nommés Gao Ming et Gao Jue, généraux impitoyables qui tombent au combat à Taoshua et reviennent hanter les lieux comme démons. Ils apparaissent à Mazu alors qu’elle voyage et la défie au combat, le vainqueur devant se soumettre à la volonté du vaincu. Après leur défaite, ils deviennent ses servants. Enfin, une autre version fait d’eux des guerriers ou des gardes du roi Zhou de Shang, possédant déjà leurs pouvoirs sous forme humaine et luttant contre les rebelles cherchant à reverser les Zhou. Le noble Jiang Ziya, un adepte du taoïsme, utilise le savoir ésotérique reçu du Vénérable céleste pour les vaincre sur le mont Kunlun. Après les avoir couvert du sang d’un chien noir pour affaiblir leurs pouvoirs, les rebelles parviennent à gagner la bataille de Muye et leur chef, Ji Fa, se proclame roi des Zhou.

## Héritage

### Culte
Shunfeng’er apparaît le plus souvent comme un dieu des portes des temples de Mazu, ou comme gardien derrière Mazu sur ses autels ou sur ses talismans de papier. Il est vénéré dans certains villages et par les marins afin de rester hors de danger. Pendant le pèlerinage annuel entre Dajia et Beigang, qui durent huit jours, la statue de Mazu est accompagnée par Shunfeng’er et Qianliyan, hauts de trois mètres et joués par des hommes montés sur échasses.

### Dans les arts
Shunfeng’er est souvent représenté comme un démon à la peau rouge ou marron, portant une main à son oreille. Il apparaît parfois avec trois têtes et six bras, ou encore comme un démon vert ; dans ce cas-là, il a une corne et des yeux rouges. Il apparaît normalement à la gauche de son compagnon Qianliyan.

## Source de la traduction
- (en) Cet article est partiellement ou en totalité issu de l’article de Wikipédia en anglais intitulé « Shunfeng'er » (voir la liste des auteurs).